# Puchar Niemiec w piłce nożnej (1940)
Puchar Niemiec w piłce nożnej mężczyzn 1940 lub Puchar Tschammera 1940 – 6. edycja rozgrywek mających na celu wyłonienie zdobywcy Pucharu Niemiec. Po raz 1. trofeum wywalczył Dresdner SC. Finał został rozegrany na Stadionie Olimpijskim w Berlinie.

## Plan rozgrywek
Rozgrywki szczebla centralnego składały się z 6 części:
- Pierwsza runda: 11 sierpnia – 1 września 1940 roku
- Druga runda: 1–15 września 1940 roku
- Trzecia runda: 29 września 1940 roku
- Ćwierćfinał: 20 października 1940 roku
- Półfinał: 10 listopada 1940 roku
- Finał: 1 grudnia 1940 roku na Stadionie Olimpijskim w Berlinie

## Pierwsza runda
Mecze zostały rozegrane w okresie 11 sierpnia – 1 września 1940 roku.
| Drużyna 1                  | Wynik      | Drużyna 2                    |
| -------------------------- | ---------- | ---------------------------- |
| SpVgg Fürth                | 3:0        | VfB Stuttgart                |
| Bayern Monachium           | 0:1        | Wiener SC                    |
| 1. SV Jena                 | 0:1        | TuRa Leipzig                 |
| VfB Königsberg             | 3:2 (dog.) | Preussen Danzig              |
| BuEV Danzig                | 6:2        | LSV Stettin                  |
| Blau-Weiss 90 Berlin       | 1:2        | Werder Brema                 |
| Hallescher FV Sportfreunde | 0:7        | Schalke Gelsenkirchen        |
| SV 08 Steinach             | 4:2        | CSC 03 Kassel                |
| SV Dessau 05               | 2:2 (dog.) | Kickers Offenbach            |
| Eimsbütteler TV            | 0:3        | Spandauer SV                 |
| Blumenthaler SV            | 3:1        | Hamburger SV                 |
| SV Linden 07               | 2:3        | SC Union Oberschöneweide     |
| Hildesheim 07              | 2:3 (dog.) | Barmbeker SG                 |
| VfL Osnabrück              | 2:5        | BSG Gelsenguss Gelsenkirchen |
| TuS Neheim                 | 2:3        | SG Eschweiler                |
| BSG Edelstahlwerke Krefeld | 3:4        | Rot-Weiss Essen              |
| Germania Mudersbach        | 1:8        | Schwarz-Weiss Essen          |
| TuS Neuendorf              | 1:2        | VfR Mannheim                 |
| BC Sport Kassel            | 4:5        | TuS Duisburg 48/99           |
| Eintracht Frankfurt        | 3:2        | Westfalia Herne              |
| FC Kaiserslautern          | 2:3        | Fortuna Düsseldorf           |
| Waldhof Mannheim           | 2:3 (dog.) | Reichsbahn TuSV Frankfurt    |
| Phönix Karlsruhe           | 4:2        | FSV Frankfurt                |
| SpVgg Cannstatt            | 0:7        | Wacker Wiedeń                |
| VfR 07 Schweinfurt         | 2:1 (dog.) | Mülheimer SV 06              |
| Sturm Graz                 | 1:6        | 1. FC Nürnberg               |
| NSTG Vitkovice             | 6:0        | Hertha Breslau               |
| VfL Stettin                | 3:2        | PSV Chemnitz                 |
| Planitzer SC               | 3:1        | Vorwärts-Rasensport Gleiwitz |
| VfB Waldshut               | 0:8        | Stuttgarter Kickers          |
| NSTG Graslitz              | 0:4        | Dresdner SC                  |
| BSG Neumeyer Nürnberg      | 1:2 (dog.) | Rapid Wiedeń                 |

### Mecze powtórzone
| Drużyna 1         | Wynik | Drużyna 2    |
| ----------------- | ----- | ------------ |
| Kickers Offenbach | 4:0   | SV Dessau 05 |

## Druga runda
Mecze zostały rozegrane w okresie 1–15 września 1940 roku.
| Drużyna 1                 | Wynik      | Drużyna 2                    |
| ------------------------- | ---------- | ---------------------------- |
| Spandauer SV              | 3:5        | VfB Königsberg               |
| Union Berlin              | 5:1        | SV 08 Steinach               |
| VfL Stettin               | 0:0 (dog.) | BuEV Danzig                  |
| TuRa Leipzig              | 1:2        | SpVgg Fürth                  |
| Dresdner SC               | 5:0        | Blumenthaler SV              |
| Barmbeker SG              | 3:10       | Schwarz-Weiss Essen          |
| Schalke Gelsenkirchen     | 5:0        | Werder Brema                 |
| Rot-Weiss Essen           | 0:2        | Eintracht Frankfurt          |
| Fortuna Düsseldorf        | 2:0        | VfR Mannheim                 |
| SG Eschweiler             | 3:1        | TuS 48/99 Duisburg           |
| Reichsbahn TuSV Frankfurt | 1:0        | Phönix Karlsruhe             |
| Stuttgarter Kickers       | 9:2        | BSG Gelsenguss Gelsenkirchen |
| 1. FC Nürnberg            | 3:2        | Kickers Offenbach            |
| Wacker Wiedeń             | 6:2        | Planitzer SC                 |
| Wiener SC                 | 9:1        | NSTG Vitkovice               |
| Rapid Wiedeń              | 7:1        | VfR Schweinfurt 07           |

### Mecze powtórzone
| Drużyna 1   | Wynik | Drużyna 2   |
| ----------- | ----- | ----------- |
| BuEV Danzig | 2:1   | VfL Stettin |

## Trzecia runda
Mecze zostały rozegrane 29 września 1940 roku.
| Drużyna 1           | Wynik | Drużyna 2                 |
| ------------------- | ----- | ------------------------- |
| Union Berlin        | 0:1   | 1. FC Nürnberg            |
| Stuttgarter Kickers | 1:5   | Rapid Wiedeń              |
| Schwarz-Weiss Essen | 5:2   | SG Eschweiler             |
| Dresdner SC         | 6:0   | Reichsbahn TuSV Frankfurt |
| SpVgg Fürth         | 2:1   | Schalke Gelsenkirchen     |
| Eintracht Frankfurt | 2:3   | Fortuna Düsseldorf        |
| Wacker Wiedeń       | 5:6   | Wiener SC                 |
| VfB Königsberg      | 5:1   | BuEV Danzig               |

## Ćwierćfinały
Mecze zostały rozegrane 20 października 1940 roku.
| Drużyna 1          | Wynik | Drużyna 2           |
| ------------------ | ----- | ------------------- |
| 1. FC Nürnberg     | 2:1   | Schwarz-Weiss Essen |
| Fortuna Düsseldorf | 2:1   | Wiener SC           |
| Rapid Wiedeń       | 6:1   | SpVgg Fürth         |
| VfB Königsberg     | 0:8   | Dresdner SC         |

## Półfinały
Mecze zostały rozegrane 10 listopada 1940 roku.
| Drużyna 1          | Wynik | Drużyna 2      |
| ------------------ | ----- | -------------- |
| Dresdner SC        | 3:0   | Rapid Wiedeń   |
| Fortuna Düsseldorf | 0:1   | 1. FC Nürnberg |

## Finał
| 1 grudnia 1940 | 1. FC Nürnberg · Gussner 32' | 1:2 (Dogrywka)1:1Raport | Dresdner SC · 20' Machate · 94' Schaffner | Stadion Olimpijski, Berlin Widzów: 60 000 Sędzia: Alois Pennig (Mannheim) |
|                |                              |                         |                                           |                                                                           |

| FC NÜRNBERG: |   |                 |
|              |   |                 |
| BR           | 1 | Georg Köhl      |
| OB           |   | Willi Billmann  |
| OB           |   | Hans Übelein    |
| PO           |   | Georg Luber     |
| PO           |   | Georg Kennemann |
| PO           |   | Heinz Carolin   |
| NA           |   | Karl Gußner     |
| NA           |   | Max Eiberger    |
| NA           |   | Georg Friedel   |
| NA           |   | Alfred Pfänder  |
| NA           |   | Willi Kund      |
| Trener:      |   |                 |
| Alv Riemke   |   |                 |

| DRESDNER SC: |   |                 |
|              |   |                 |
| BR           | 1 | Willibald Kress |
| OB           |   | Karl Miller     |
| OB           |   | Heinz Hempel    |
| PO           |   | Herbert Pohl    |
| PO           |   | Walter Dzur     |
| PO           |   | Helmut Schubert |
| NA           |   | Emanuel Boczek  |
| NA           |   | Heinz Schaffer  |
| NA           |   | Fritz Machate   |
| NA           |   | Helmut Schön    |
| NA           |   | Gustav Carstens |
| Trener:      |   |                 |
| Georg Köhler |   |                 |

| Puchar Niemiec w piłce nożnej 1940 Zwycięzcy |
| -------------------------------------------- |
| Dresdner SC 1. Tytuł                         |

## Statystyki
Najlepsi strzelcy
| Piłkarz           | Gole | Zespół              |
| ----------------- | ---- | ------------------- |
| Fritz Machate     | 10   | Dresdner SC         |
| Georg Schors      | 8    | Rapid Wiedeń        |
| Edmund Conen      | 7    | Stuttgarter Kickers |
| Anton Stermsek    | 7    | Schwarz-Weiss Essen |
| Franz Binder      | 6    | Rapid Wiedeń        |
| Josef Epp         | 6    | Wiener SC           |
| Ernst Reitermaier | 6    | Wacker Wiedeń       |